# Агоноксениды
Агоноксениды (лат. Agonoxenidae) — небольшое семейство чешуекрылых. Некоторые виды могут наносить значительный ущерб плодовым деревьям и декоративным кустарникам.

## Описание
Маленькие бабочки с размахом крыльев 8—20 мм, как правило пёстро окрашенные. Усики длинные, нитевидные, немного короче передних крыльев. Некоторые виды имеют по три пары развитых пучков чешуек на крыльях. Передние крылья удлиненные. Гусеницы развиваются под корой, в почках и плодах кустарников и деревьев.

## Систематика
Систематика семейства остаётся дискутабельной. Согласной одной из них, данное семейство включает в себя только лишь 4 вида в составе единственного рода Agonoxena. Согласной другой, данное семейство также включает в себя около 126 видов в составе родов Chrysoclista, Microcolona и Zaratha, выделяемых сторонниками первого варианта классификации в отдельное семейство Blastodacnidae.

## Ареал
Ареал представителей рода включает Австралию, Индонезию и Океанию. Виды, относящиеся к порой выделяемому отдельно семейству Blastodacnidae населяют также Палеарктику.

## Виды
- Род Agonoxena
  - Agonoxena argaula
  - Agonoxena pyrogramma
  - Agonoxena miniana
  - Agonoxena phoenicea

### Blastodacnidae
- Род Aetia — 2 вида
- Род Blastodacna — 11 видов
- Род Chrysoclista — 18 видов
- Род Cladobrostis
- Род Diacholotis
- Род Dystebenna
- Род Glaucacna
- Род Heinemannia
- Род Helcanthica
- Род Microcolona — 31 вид
- Род Nanodacna
- Род Nicanthes
- Род Palaeomystella
- Род Pammeces
- Род Panclintis
- Род Parametriotes
- Род Platybathra
- Род Prochola — 22 вида
- Род Spuleria
- Род Syntetrernis
- Род Tetanocentria
- Род Zaratha